# Lucanus deuveianus
Lucanus deuveianus is een keversoort uit de familie vliegende herten (Lucanidae). De wetenschappelijke naam van de soort is voor het eerst geldig gepubliceerd in 1998 door Boucher.